# 鳳慶県
鳳慶県（ほうけい-けん）は、中華人民共和国雲南省臨滄市に位置する県。

## 地理
中国西南部を横断する山脈の一つである雲嶺が位置する。この山脈は、横断山脈に属する山脈の中でも最も幅が広く、最も面積が広く分布している山脈である。世界遺産三江併流の構成資産に含まれている。

## 歴史
1770年（乾隆35年）に順寧県が設置され、1954年に鳳慶県と改称され現在に至る。

## 行政区画
下部に8鎮、2郷、3民族郷を管轄する。
- 鎮
  - 鳳山鎮、魯史鎮、小湾鎮、営盤鎮、三岔河鎮、勐佑鎮、雪山鎮、洛党鎮
- 郷
  - 詩礼郷、大寺郷
- 民族郷
  - 新華イ族ミャオ族郷、腰街イ族郷、郭大寨イ族ペー族郷

## 交通

### 国道
- 高速道路
  -  雲鳳高速道路（中国語版）
- 国道
  -  G357国道（中国語版）

## 健康・医療・衛生
- 鳳慶県人民医院
- 鳳慶県中医院
- 鳳慶県衛生防疫站